# Obwód turgajski
Obwód turgajski (ros. Тургайская область) – jednostka administracyjna Imperium Rosyjskiego i RFSRR w zachodniej części Syberii wschodniej, utworzona ukazem Aleksandra II w 1868. Gubernator wojskowy obwodu urzędował w Orenburgu, obwód nie miał stolicy w swoich granicach. Zlikwidowany w 1920.
Obwód był położony pomiędzy 45 a 55° szerokości geograficznej północnej i 54–67° długości geograficznej wschodniej. Graniczył od północy z gubernią orenburską, na wschodzie z obwodem akmolińskim, na południu z Morzem Aralskim i obwodem syrdaryjskim, na zachodzie z obwodem uralskim.
Powierzchnia obwodu wynosiła w 1897 – 456 185 km². Obwód w początkach XX wieku był podzielony na 4 ujezdy.

## Demografia
Ludność, według spisu powszechnego 1897 – 453 416 osób – Kazachów (90,6%), Rosjan (6,7%), Ukraińców (1,0%), Mordwinów i Tatarów.

### Ludność w ujezdach według deklarowanego języka ojczystego 1897[1]
| Ujezd         | Kazachowie | Rosjanie | Ukraińcy | Mordwini | Tatarzy |
| ------------- | ---------- | -------- | -------- | -------- | ------- |
| Obwód łącznie | 90,6%      | 6,7%     | 1,0%     | …        | …       |
| Aktiubiński   | 95,1%      | 2,8%     | …        | …        | …       |
| Irgizki       | 98,4%      | …        | …        | …        | …       |
| Kustanajski   | 77,4%      | 16,9%    | 2,3%     | 1,3%     | 1,1%    |
| Turgajski     | 99,1%      | …        | …        | …        | …       |

Od 26 sierpnia 1920 w składzie Kirgiskiej Autonomicznej Socjalistycznej Republiki Radzieckiej w składzie RFSRR ze stolicą w Orenburgu, przemianowanej w 1925 na Kazachską Autonomiczną Socjalistyczną Republikę Radziecką (z wyłączeniem Orenburga z obwodem), od 5 grudnia 1936 Kazachska Socjalistyczna Republika Radziecka, republika związkowa ZSRR, od 1991 niepodległy Kazachstan.